# French Open 1957 (Badminton)
Die French Open 1957 im Badminton fanden vom 5. bis zum 7. April 1957 in der Rue Eblé in Paris statt. Es war die 29. Auflage des Championats.

## Finalresultate
| Disziplin    | Sieger                        | Finalist                       | Ergebnis            |
| ------------ | ----------------------------- | ------------------------------ | ------------------- |
| Herreneinzel | Ferry Sonneville              | David Choong                   | 15-4, 15-3          |
| Dameneinzel  | Sheila Ryder                  | J. F. Cryer                    | 11-7, 12-10         |
| Herrendoppel | David Choong Ferry Sonneville | Pierre Lenoir Ghislain Vasseur | 15-4, 15-9          |
| Damendoppel  | Mimi Wyatt Ruth Page          | Sheila Ryder Betty Grace       | 13-15, 15-11, 15-12 |
| Mixed        | David Choong Sonia Cambril    | Ciro Ciniglio Betty Grace      | 10-15, 18-17, 15-8  |

1. ↑  Die unten genannten Quellen geben unterschiedliche Finalisten aus. Als alternative Finalteilnehmer sind Ciro Ciniglio und Ken G. Stott aus England zu finden, welche Choong und Sonneville mit 9:15 und 10:15 unterlagen.